# Amplitude
Amplitude ist ein Begriff zur Beschreibung von Schwingungen. In Physik und Technik wird die Amplitude definiert als die maximale Auslenkung einer harmonischen Schwingung aus der Lage des arithmetischen Mittelwertes.
Der Begriff ist anwendbar auf Wechselgrößen und deren Verlauf über der Zeit. Er ist auch anwendbar auf Wellen, wenn sich die Schwingung örtlich ausbreitet.

Sinusförmige Wechselspannung:
1 = Amplitude,
2 = Spitze-Tal-Wert,
3 = Effektivwert,
4 = Periodendauer

Im Anwendungsbereich der DIN 40110-1 wird unterschieden zwischen
- Scheitelwert {\displaystyle {\hat {u}}} einer periodischen Wechselspannung und
- Amplitude {\displaystyle {\hat {u}}} einer sinusförmigen Wechselspannung.

Für weitere Benennungen, die nicht auf Wechselgrößen beschränkt sind, aber allgemein für periodische Vorgänge verwendet werden, z. B. bei Mischspannung, siehe unter Scheitelwert.
Der Abstand zwischen Maximum und Minimum wird in der Medizin beim Blutdruck als Amplitude bezeichnet, sonst bei Schwingungen als Schwingungsbreite oder auch als Spitze-Tal-Wert bezeichnet (früher als Spitze-Spitze-Wert).

## Mathematische Darstellung
Eine ungedämpfte sinusförmige oder harmonische Schwingung wird durch
{\displaystyle y(t)={\hat {y}}\cos(\omega t+\varphi )}
mit der Amplitude {\displaystyle {\hat {y}}}, Kreisfrequenz {\displaystyle \omega } und Nullphasenwinkel {\displaystyle \varphi } beschrieben. Die Amplitude ist zeitunabhängig und damit konstant.
Eine andere Möglichkeit der Beschreibung ist die komplexe Darstellung mittels der Eulerschen Formel (mit dem in der Elektrotechnik üblichen Formelzeichen {\displaystyle \mathrm {j} } für die imaginäre Einheit:)
{\displaystyle {\underline {y}}(t)={\hat {y}}\;\mathrm {e} ^{\mathrm {j} (\omega t+\varphi )}={\hat {y}}\;\mathrm {e^{j\varphi }} \cdot \mathrm {e} ^{\mathrm {j} \omega t}} .
Diese Form erleichtert viele Berechnungen, siehe Komplexe Wechselstromrechnung. Der Ausdruck
{\displaystyle {\underline {\hat {y}}}={\hat {y}}\;\mathrm {e^{j\varphi }} }
ist die komplexe Amplitude, deren Betrag gleich der Amplitude {\displaystyle {\hat {y}}} und deren Argument gleich dem Nullphasenwinkel {\displaystyle \varphi } ist.
In bestimmten Zusammenhängen kann sich die Amplitude auch langsam gegenüber der zugehörigen Schwingung ändern, z. B. bei Dämpfung oder Modulation.
Eine schwach gedämpfte, nicht periodische Schwingung wird mit dem Abklingkoeffizienten {\displaystyle \delta } durch
{\displaystyle y(t)={\hat {y}}\;\mathrm {e} ^{-\delta t}\cos(\omega t+\varphi )}
beschrieben. Der Ausdruck
{\displaystyle A(t)={\hat {y}}\;\mathrm {e} ^{-\delta t}}
ist die zeitveränderliche Amplitudenfunktion.
Zur gezielten Beeinflussung der Amplitude siehe Amplitudenmodulation.

## Beispiele
Gerne wird die Amplitude an mechanischen Beispielen veranschaulicht, insbesondere am Pendel.
Ein Federpendel führt im Idealfall (ungedämpft) eine Sinusschwingung aus. Die Distanz zwischen
- dem Umkehrpunkt, in dem das Pendel die größte Auslenkung hat, und
- dem Ruhepunkt, aus dem heraus das Pendel ohne Energiezufuhr keine Schwingung ausführen kann,

ist die Amplitude.
Ein ebenes Mathematisches Pendel schwingt auch bei ungedämpfter Bewegung weder im Winkel noch in der horizontalen Auslenkung sinusförmig. Die horizontale Distanz zwischen Umkehrpunkt und Ruhepunkt ist ein Scheitelwert. Nur bei geringer Auslenkung, wenn der Scheitelwert sehr viel kleiner ist als die Pendellänge, also wenn die Kleinwinkelnäherung angewendet werden kann, wird die Schwingung sinusförmig, und der Scheitelwert wird zur Amplitude.

## Abgrenzung
Als Amplitude im weiteren Sinne werden auch die Grenzwerte der Abweichungen vom jeweiligen Mittelwert bei anderen Kurven in grafischen Darstellungen bezeichnet. Teilweise wird der Amplitude auch eine andere Bedeutung wie Differenz zwischen dem Maximum und dem Minimum zugeordnet. Hier hat eine Übernahme des Fachbegriffes in die Fachsprache anderer Fachwissenschaften stattgefunden, die ihn nicht der oben definierten Norm entsprechend verwenden, so dass die spezielle Bedeutung fallweise ungewiss ist, zum Beispiel in der Pneumologie bei der Spirometrie, in der Seismologie beim Seismogramm oder auch in der Meteorologie und Klimageographie beim Klimadiagramm.